# Daphnella dea
Daphnella dea é uma espécie de gastrópode do gênero Daphnella, pertencente à família Raphitomidae.